# コーズウェー・コースト・アンド・グランス
座標: 北緯55度12分11秒 西経6度30分00秒 / 北緯55.203度 西経6.500度
コーズウェー・コースト・アンド・グランス(英語：Causeway Coast and Glens)は、イギリスの北アイルランド北部の行政区。
中心都市はコールレーン。
2015年の人口は14万3148人、面積は1979.94km2、人口密度は72.3人/km2。
2015年4月1日に、バリマネー区とコールレーン区、リマバディ区、モイル地区が合併して設置された。

## 人口
- 1991年6月30日：12万1300人
- 2001年6月30日：13万1400人
- 2011年6月30日：14万907人
- 2015年6月30日：14万3148人

## 隣接州
- 北～東：北海峡
- 南東：ミッド・アンド・イースト・アントリム
- 南西：ミッド・アルスター
- 西：デリー・シティ・アンド・ストラバン

## 交通

### 鉄道
北アイルランド鉄道が、ロンドンデリー市のロンドンデリー駅から、ベルファスト市のベルファスト中央駅とベルファスト大ヴィクトリア通り駅の間でベルファスト・デリー線を運営している。
また、コールレーン駅とポートラッシュ駅の間に、コールレーン・ポートラッシュ線を運営している。
コーズウェー・コースト・アンド・グランス行政区には以下の7駅が有る。
- ベラリーナ駅（英語版）
- キャッスルロック駅（英語版）
- コールレーン駅（英語版）
- バリマネー駅（英語版）
- コールレーン大学駅（英語版）
- ドゥ・ヴァレン駅（英語版）
- ポートラッシュ駅（英語版）

また、保存鉄道としてジャイアンツ・コーズウェー・アンド・ブッシュミルス線が存在する。

## 地理
ロー川からフォイル湖沿岸に広がる。

## 観光地
- キャリック・ア・レデ縄橋（英語版）
- 巨人の石道：世界遺産
- ダンセブリック城（英語版）
- ダンルース城（英語版）
- フェア・ヘッド（英語版）
- ムッセンデン寺院（英語版）